# Monolíthi
Monolíthi (Monolithi) är en ort i Grekland.   Den ligger i prefekturen Nomós Ioannínon och regionen Epirus, i den centrala delen av landet, 280 km nordväst om huvudstaden Aten. Monolíthi ligger 264 meter över havet och antalet invånare är 183.
Terrängen runt Monolíthi är bergig österut, men västerut är den kuperad. Monolíthi ligger nere i en dal. Runt Monolíthi är det glesbefolkat, med 14 invånare per kvadratkilometer. Närmaste större samhälle är Ágnanta, 6,2 km nordost om Monolíthi. I omgivningarna runt Monolíthi växer i huvudsak blandskog.